# Zkouška kanálem
Zkouška kanálem (v anglickém originále Duct Soup) je čtvrtá epizoda sedmé série (a celkově čtyřicátá) britského sci-fi sitcomu Červený trpaslík.
Scénář napsal Doug Naylor, režie Ed Bye. Poprvé byla epizoda odvysílána 7. února 1997 na britském televizním kanálu BBC2.

## Námět
V útrobách Kosmiku panuje obrovské vedro. Navíc vypadne hlavní i záložní generátor na výrobu elektrického proudu. Posádka je nucena podstoupit cestu servisním kanálem. Listera tato představa příliš neláká, trpí totiž klaustrofobií. Nakonec vyjde najevo, že viníkem nepříjemných událostí je Kryton.

## Děj
Dave Lister, stejně jako Kristina Kochanská nemohou spát kvůli úmornému horku. Kochanskou navíc obtěžuje skřípání železných rour. Vstane a jde do místnosti, kde Kryton štupuje ponožky. Tady na ni dolehne plnou silou frustrace a Kristina se rozpláče. Od deprese jí pomůže Lister, když pro ni přichystá ve své kajutě překvapení – naplněnou vanu (právě vanu si Kochanská přála), sklenici vína a večerní šaty.
Do kajuty vstoupí Kryton a když se dozví, že Kochanská tady dnes stráví noc, jeho fantazie si představí scénku, kdy se stane pro oba nepotřebným a Lister s Kochanskou se jej zbaví.
V Kosmiku vypadne hlavní a po chvíli i záložní zdroj elektřiny. Kryton sděluje, že se tak stalo právě když manipuloval s termostatem. Všichni včetně Kocoura zůstanou uvěznění v Listerově kajutě. Nepilotovaný Kosmik se řítí vstříc meteorickému roji, jediná šance je použít servisní kanál, což se může protáhnout na 6 hodin. To nepotěší Listera, který trpí klaustrofobií, zejména když nemá možnost úniku z uzavřeného prostoru.
Čtveřice se protáhne průlezem v Listerově sprchovém koutě do servisního kanálu. Tady zažijí nápor vodního proudu při mytí kanálu a následné vysoušení. Lister je deprimován. Kryton mu píchne prostředek proti úzkosti. Když teplota vzrůstá, začne android naříkat, že je to jeho vina. Přizná se, že generátor schválně odpojil, aby se Kristina nemohla u Listera vykoupat (obával se katastrofického scénáře, který si v ten moment představil).
Zdá se, že nepohodlná cesta uzavřeným stísněným prostorem je u konce. Když však všichni slezou dolů do místnosti, Lister pozná svoji kajutu. Kryton provinile zmáčkne tlačítko a dveře se otevřou. Lister a Kocour zuří. Jen Kochanská se na robota nezlobí. Kryton vydedukuje, že během cesty kanálem měla možnost lépe poznat charaktery členů posádky a více se s nimi sžít. Sice má pravdu, Kochanská ale bere do ruky francouzský klíč a bije jím nebohého androida po hlavě…

## Produkce
Vzhledem k tomu, že epizoda byla o několik minut delší, padla volba omezit úvodní intro, aby se nemusela vystřihnout scéna z děje. „Zkouška kanálem“ je třetí epizoda ze seriálu, kde z této příčiny chybí úvodní znělka. Tou první je závěrečná epizoda druhé série „Paralelní vesmír“ a druhou předcházející epizoda „Uroboros“.
V této fázi se přesáhl rozpočet sedmé série a epizoda „Zkouška kanálem“ byla pouze náhradní levnou verzí (anglický termín je Bottle episode) původní nákladnější epizody „Identity Within“.

## Kulturní odkazy
- jméno epizody odkazuje na známou komedii bratří Marxů s názvem Kachní polévka (anglicky Duck Soup).[3]
- Kryton osloví Kochanskou princezna Leia a Luke Skywalkerem míní Listera v odkazu na sérii sci-fi filmů Star Wars.
- Kryton taktéž zmíní Heimlichův chvat.
- Kristina Kochanská vzpomene skotské město Glasgow.